# مارك بيري (مغني)
مارك بيري (بالإنجليزية: Mark Perry)‏ هو مغني بريطاني، ولد في القرن العشرين.

## وصلات خارجية
- مارك بيري على موقع ميوزك برينز (الإنجليزية)
- مارك بيري على موقع أول ميوزيك (الإنجليزية)
- مارك بيري على موقع ديسكوغز (الإنجليزية)